# Список смертельно отруйних видів грибів
Нижче представлений список видів грибів, вживання в їжу яких може стати причиною смерті людей.
| Смертельно отруйні гриби                                       |                                       |                                               |                                  |                                                               |                                                                        |                                                |
| Гриби, вживання яких в більшості випадків призводить до смерті |                                       |                                               |                                  |                                                               |                                                                        |                                                |
| Наукова назва                                                  | Українська назва                      | Токсини                                       | Ушкоджені органи                 | Ареал                                                         | Подібні їстівні види                                                   | Зображення                                     |
| Amanita abrupta Peck                                           |                                       | ненасичені амінокислоти                       | печінка                          | змішані ліси східної частини Північної Америки і Східної Азії | Agaricus sp.                                                           |                                                |
| Amanita arocheae Tulloss, Ovrebo & Halling                     |                                       | аматоксини                                    | печінка                          | дубові ліси Мексики                                           |                                                                        |                                                |
| Amanita bisporigera G.F. Atk.                                  |                                       | аматоксини, фаллоцидин                        | печінка                          | змішані ліси східної Північної Америки                        | Agaricus sp., Volvariella sp.                                          |                                                |
| Amanita exitialis Zhu L. Yang & T.H. Li                        |                                       | аматоксини                                    | печінка                          | листяні ліси Китаю і Індії                                    |                                                                        | [Архівовано 4 березня 2016 у Wayback Machine.] |
| Amanita magnivelaris Peck                                      |                                       | аматоксини                                    | печінка                          | Гватемала, Північна Америка                                   |                                                                        |                                                |
| Amanita ocreata Peck                                           |                                       | аматоксини                                    | печінка                          | дубові ліси Північної Америки                                 |                                                                        |                                                |
| Amanita phalloides (Vaill. ex Fr.) Link                        | Мухомор зелений                       | аматоксини, фаллотоксини                      | печінка                          | ліси Євразії, Північної Америки і Океанії                     | Volvariella sp., Russula virescens, Amanita lanei, Tricholoma equestre |                                                |
| Amanita smithiana Bas                                          |                                       | невідомо                                      | нирки                            | ліси Північної Америки і Японії                               | Agaricus sp.                                                           |                                                |
| Amanita sphaerobulbosa Hongo                                   |                                       | 2-amino-4,5-hexadienoic acid                  | печінка                          | мішані ліси Східної Азії                                      |                                                                        |                                                |
| Amanita subpallidorosea Qing Cai, Zhu L. Yang & Y.Y. Cui       |                                       | аматоксини                                    | печінка                          | Китай                                                         |                                                                        |                                                |
| Amanita subjunquillea S. Imai                                  |                                       | аматоксини                                    | печінка                          | ліси Азії                                                     |                                                                        | [Архівовано 6 жовтня 2021 у Wayback Machine.]  |
| Amanita verna (Bull.: Fr.) Lam.                                |                                       | аматоксини                                    | печінка                          | ліси Європи                                                   | Agaricus arvensis, Agaricus campestris, Lycoperdon spp.                |                                                |
| Amanita virosa (Fr.) Bertill.                                  | Мухомор білий смердючий               | аматоксини                                    | печінка                          | ліси Європи                                                   | Agaricus arvensis, Agaricus campestris, Lycoperdon spp.                |                                                |
| Claviceps purpurea                                             | Ріжки пурпурові                       | ерготамін                                     | ерготизм                         | на полях                                                      |                                                                        |                                                |
| Clitocybe dealbata (Sowerby) Gillet                            | Клітоцибе червонуватий отруйний       | мускарин                                      | ЦНС                              | поля і луки Європи і Північної Америки                        | Marasmius oreades                                                      |                                                |
| Clitocybe rivulosa (Pers.) P. Kumm.                            | Клітоцибе червонуватий отруйний       | мускарин                                      | ЦНС                              | поля і луки Європи і Північної Америки                        | Marasmius oreades                                                      |                                                |
| Cortinarius gentilis (Fr.) Fr.                                 |                                       | орелланін                                     | нирки                            | Європа і Північна Америка                                     |                                                                        |                                                |
| Cortinarius eartoxicus Gasparini (2004)                        |                                       | орелланін                                     | нирки                            | Тасманія                                                      |                                                                        |                                                |
| Cortinarius orellanus Fr.                                      | Павутинник оранжево-червоний отруйний | орелланін                                     | нирки                            | хвойні ліси Північної Європи                                  |                                                                        |                                                |
| Cortinarius rubellus Cooke                                     |                                       | орелланін                                     | нирки                            | хвойні ліси Північної Європи                                  |                                                                        |                                                |
| Cortinarius splendens Rob. Henry                               |                                       | орелланін                                     | нирки                            | Європа                                                        |                                                                        |                                                |
| Galerina marginata (Batsch) Kühner                             | Галерина оторочкувата                 | аматоксини                                    | печінка                          |                                                               | Kuehneromyces mutabilis                                                |                                                |
| Galerina sulciceps (Batsch) Kühner                             |                                       | аматоксини                                    | печінка                          | Індонезія                                                     |                                                                        |                                                |
| Gyromitra esculenta (Pers. ex Pers.) Fr.                       | Строчок звичайний                     | гіромітрін                                    | печінка                          | хвойні ліси Євразії і Північної Америки                       | Morchella spp.                                                         |                                                |
| Inocybe erubescens A. Blytt                                    | Іноцибе Патуйяра                      | мускарин                                      | ЦНС                              | букові ліси Європи                                            | Calocybe gambosa, Agaricus sp., Cortinarius caperatus                  |                                                |
| Lepiota brunneoincarnata Chodat & C. Martín                    | Лепіота коричнево-червонувата         | ціаніди, нітриди                              | ЦНС і дихальна система           | хвойні ліси Європи                                            |                                                                        |                                                |
| Lepiota castanea Quél.                                         | Лепіота каштанова                     | аматоксини                                    | печінка                          | хвойні ліси Європи                                            |                                                                        |                                                |
| Lepiota helveola Bres.                                         | Лепіота отруйна                       | аматоксини                                    | печінка                          | хвойні ліси Європи                                            |                                                                        | [Архівовано 16 липня 2014 у Wayback Machine.]  |
| Lepiota subincarnata J.E. Lange                                |                                       | аматоксини                                    | печінка                          | хвойні ліси Північної Америки і Європи                        |                                                                        |                                                |
| Lepiota xanthophylla P.D. Orton                                |                                       |                                               |                                  |                                                               |                                                                        | [Архівовано 22 квітня 2021 у Wayback Machine.] |
| Pholiotina rugosa (Fr.) Шаблон:Singer                          |                                       | аматоксини                                    | печінка                          | поля, луки і узлісся Північної Америки                        |                                                                        |                                                |
| Podostroma cornu-damae (Pat.) Hongo & Izawa                    |                                       | трихотецени                                   |                                  | Японія                                                        |                                                                        |                                                |
| Trogia venenata Zhu L.Yang, Y.C.Li & L.P.Tang (2012)           |                                       | (2S,4R)‐2‐amino‐4‐hydroxyhex‐5‐ynoic acid [5] | гіпоглікемія                     | Китай                                                         | Pleurotus                                                              |                                                |
| Гриби, вживання яких іноді призводить до смерті                |                                       |                                               |                                  |                                                               |                                                                        |                                                |
| Amanita muscaria                                               | Мухомор червоний                      | мусцимол                                      | ЦНС                              | північна півкуля                                              | Lycoperdon spp. Calvatia spp. Amanita caesarea                         |                                                |
| Boletus pulcherrimus Thiers & Halling                          |                                       | мускарин                                      | шлунково-кишковий тракт          | ліси Північної Америки                                        | Boletus spp.                                                           |                                                |
| Entoloma sinuatum (Bull.) P. Kumm.                             | Ентолома жовтувато-сиза отруйна       | невідомо                                      | шлунково-кишковий тракт          | листяні ліси Європи і Північної Америки                       | Clitopilus prunulus, Calocybe gambosa                                  |                                                |
| Hypholoma fasciculare (Huds. : Fr.) P. Kumm.                   | Опеньок сірчано-жовтий несправжній    | фасцикулол                                    | шлунково-кишковий тракт          | ліси Євразії і Північної Америки                              | Armillaria mellea, Hypholoma capnoides                                 |                                                |
| Lactarius torminosus (Schaeff.) Gray                           | Вовнянка                              | невідомо                                      | шлунково-кишковий тракт          | ліси Північної Європи                                         | Lactarius deliciosus                                                   |                                                |
| Omphalotus illudens (Schwein.) Bresinsky & Besl                |                                       | іллудіни M і S, мускарин                      | сильні судоми, блювота та діарея | Північна Америка                                              | Cantharellus californicus                                              |                                                |
| Omphalotus japonicus (Kawam.) Kirchm. & O.K.Mill. (2002)       |                                       | іллудіни M і S, мускарин                      | гостра нудота і блювота          | Японія                                                        | Pleurotus ostreatus Lentinula edodes Panellus serotinus                |                                                |
| Pleurocybella porrigens                                        |                                       | Плевроцибелазиридин                           | ЦНС                              | Північна Америка, Європа та Азія                              | Pleurotus pulmonarius                                                  |                                                |
| Paxillus involutus (Batsch: Fr.) Fr.                           | Свинуха тонка                         | невідомо                                      | гемоліз                          | Америка, Океания і Євразія                                    |                                                                        |                                                |
| Russula subnigricans Hongo                                     |                                       | циклопропенова кислота                        | рабдомиолиз                      | Азія і Північна Америка                                       | Russula sp.                                                            | [Архівовано 4 березня 2016 у Wayback Machine.] |
| Tricholoma equestre (L.) P. Kumm.                              | Рядовка зелена                        | циклопропенова кислота                        | рабдоміоліз                      | Єврізія і Північна Америка                                    | Tricholoma sp.                                                         |                                                |